# Зона А
„Зона А“ е градоустройствена зона на Центъра на град София, България, разположена в източната му част.
Тя е с начупена форма, като основната ѝ част е разположена на юг от булевард „Княз Александър Дондуков“ и улица „Шипка“ и на север от улиците „Генерал Йосиф В. Гурко“ и „Аксаков“, Княжеската градина и булевард „Евлоги и Христо Георгиеви“, а на запад достига площад „Света Неделя“.
„Зона А“ попада в два административни района и има две обособени части с отделни подробни устройствени планове:
- Зона А север – частта в район „Оборище“, разположена северно от булевард „Цар Освободител“
- Зона А юг – частта в район „Средец“, южно от „Цар Освободител“

## Улици и произход на имената им
| Път                    | Наречен на                                                                     | Местоположение |
| ---------------------- | ------------------------------------------------------------------------------ | -------------- |
| „11-и август“          | Шипченска битка (1877), битка през Руско-турската война                        | Карта          |
| „15-и ноември“         | Пиротско сражение (1885), битка през Сръбско-българската война                 | Карта          |
| „19-и февруари“        | Букурещки договор (1886), мирен договор                                        | Карта          |
| „6-и септември“        | Съединение на Източна Румелия с Княжество България (1885), историческо събитие | Карта          |
| „Аксаков“              | Иван Аксаков (1823 – 1886), руски общественик                                  | Карта          |
| „Будапеща“             | Будапеща, град в Унгария                                                       | Карта          |
| „Васил Априлов“        | Васил Априлов (1789 – 1847), общественик                                       | Карта          |
| „Васил Левски“         | Васил Левски (1837 – 1873), революционер                                       | Карта          |
| „Врабча“               | Врабча, село в Трънско                                                         | Карта          |
| „Георги Бенковски“     | Георги Бенковски (1843 – 1876), революционер                                   | Карта          |
| „Георги Раковски“      | Георги Раковски (1821 – 1867), революционер                                    | Карта          |
| „Дими Паница“          | Дими Паница (1930 – 2011), общественик                                         | Карта          |
| „Дунав“                | Дунав, река в Европа                                                           | Карта          |
| „Дякон Игнатий“        | Васил Левски (1837 – 1873), революционер                                       | Карта          |
| „Иван Вазов“           | Иван Вазов (1850 – 1921), писател                                              | Карта          |
| „Княгиня Мария-Луиза“  | Мария-Луиза Бурбон-Пармска, княгиня на българите                               | Карта          |
| „Княз Александър I“    | Александър I Български (1857 – 1893), княз на българите                        | Карта          |
| „Кракра“               | Кракра Пернишки (X – XI век), военачалник                                      | Карта          |
| „Кузман Шапкарев“      | Кузман Шапкарев (1834 – 1909), фолклорист                                      | Карта          |
| „Малко Търново“        | Малко Търново, град в Югоизточна България                                      | Карта          |
| „Московска“            | Москва, град в Русия                                                           | Карта          |
| „Мургаш“               | Мургаш, дял на Стара планина                                                   | Карта          |
| „Оборище“              | „Оборище“, местност в Панагюрско                                               | Карта          |
| „Панайот Волов“        | Панайот Волов (1850 – 1876), революционер                                      | Карта          |
| „Париж“                | Париж, град във Франция                                                        | Карта          |
| „Позитано“             | Вито Позитано (1833 – 1886), италиански дипломат                               | Карта          |
| „Проф. Асен Златаров“  | Асен Златаров (1885 – 1936), биохимик                                          | Карта          |
| „Сан Стефано“          | Сан Стефано, квартал на Истанбул                                               | Карта          |
| „Св. Климент Охридски“ | Климент Охридски (840 – 916), духовник                                         | Карта          |
| „Славянска“            | Славяни, етно-езикова група                                                    | Карта          |
| „Съборна“              | „Света Неделя“, църква в района                                                | Карта          |
| „Тулово“               | Тулово, село в Казанлъшко                                                      | Карта          |
| „Цар Иван Шишман“      | Иван Шишман (1350 – 1395), български цар                                       | Карта          |
| „Цар Калоян“           | Калоян (1168 – 1207), български цар                                            | Карта          |
| „Цар Освободител“      | Александър II (1818 – 1881), руски император                                   | Карта          |
| „Шейново“              | Шейново, село в Казанлъшко                                                     | Карта          |
| „Шипка“                | Шипченски проход, проход в Стара планина                                       | Карта          |